# The Martyr
The Martyr è un album di raccolta del rapper peruviano-statunitense Immortal Technique, pubblicato nel 2011.

## Tracce
1. Burn This (Intro)
2. The Martyr
3. Angels & Demons (feat. Dead Prez & Bazaar Royale)
4. Rich Man's World (1%)
5. Toast to the Dead
6. Eyes in the Sky (feat. Mojo of Dujeous)
7. Goonies Never Die (feat. Diabolic, Swave Sevah & Gomez)
8. Running Nowhere (Interlude)
9. Natural Beauty (feat. Mela Machinko)
10. Civil War (feat. Killer Mike, Brother Ali & Chuck)
11. Mark of the Beast (feat. Akir & Beast 1333)
12. Black Vikings (feat. Styles P, Vinnie Paz & Poison Pen)
13. Conquerors (Interlude) (feat. Dr. John Henrik Clarke)
14. Young Lords (feat. Joell Ortiz, Pumpkinhead, CF & Panama Alba)
15. Últimas Palabras
16. Sign of the Times (feat. Cetan Wanbli, Lockjaw Nakai & Cornel West)